# Randolf Kronberg
Randolf Schmitt-Kronberg (* 23. September 1942 in Breslau; † 2. März 2007 in München) war ein deutscher Schauspieler und Synchron- und Hörspielsprecher. Einem breiten Publikum war er als deutsche Stimme von Eddie Murphy und Dr. Leonard ‚Pille‘ McCoy aus dem Star-Trek-Universum bekannt, darüber hinaus war er auch die deutsche Synchronstimme von William Hurt und wiederkehrend von Ryan O’Neal.

## Leben und Wirken

### Theater, Film und Fernsehen
Kronberg ließ sich bei Herbert Maisch in Frankfurt am Main sowie am Actors Studio New York zum Schauspieler ausbilden. Engagements führten ihn ab 1964 zunächst an das Berliner Schiller- und Schlossparktheater, wo er in Inszenierungen wie Die Soldaten von Lenz unter der Regie von Niels-Peter Rudolph (1970) und in Shakespeares Tragödie Julius Cäsar unter der Regie von Hans Hollmann auftrat (1972). Von 1974 bis 1981 war er zudem an Kurt Hübners Freier Volksbühne aktiv, darunter in Heinrich von Kleists Ritterschauspiel Das Käthchen von Heilbronn, in Peter Shaffers Drama Equus, als Tybalt in Romeo und Julia und als Luigi in der Farce Bezahlt wird nicht! von Dario Fo. Das in hessischer Mundart aufgeführte Drama Urfaust von Goethe, in dem Kronberg neben Liesel Christ agierte, wurde in einer Freilichtaufführung des Volkstheaters Frankfurt für das Fernsehen aufgezeichnet und auf VHS veröffentlicht. Gemeinsam mit Joachim Tennstedt trat Kronberg ferner im Kabarett-Theater Die Wühlmäuse auf.
Vor der Kamera war Kronberg unter anderem in Die Versöhnung (ZDF, 1971) von Jochen Ziem, in Der aufrechte Gang (1976) von Christian Ziewer, in der Literaturverfilmung Stern ohne Himmel (1980) von Ottokar Runze sowie als Gastdarsteller in den ZDF-Serien Derrick, Siska und Der Alte zu sehen.

### Synchronisation

#### Filme
Kronberg stieg 1965 in das Synchrongeschäft ein. Erste Hauptrollen übernahm er als deutsche Stimme von Bruce Dern im Jugendfilm Die wilden Engel (1966), Humphrey Bogart im Gangsterfilm Wem gehört die Stadt? (1936, synchronisiert 1967), John Phillip Law im Italowestern Von Mann zu Mann (1967), John Lennon im animierten Musikfilm Yellow Submarine (1968) sowie Ryan O’Neal im Melodram Love Story (1970) und im Roadmovie Paper Moon (1973). Mit Beginn der 1980er-Jahre kam er wiederkehrend für Oscar-Preisträger William Hurt zum Einsatz, so unter anderem in Kuß der Spinnenfrau (1985), Gottes vergessene Kinder (1986), Broadcast News (1987), Dark City (1998), Ein Hauch von Sonnenschein (1999), Bis in alle Ewigkeit (2002) und Der gute Hirte (2006).
Zudem übertrug er seit Ende der 1980er Jahre über einen längeren Zeitraum auch Willem Dafoe in Kinoproduktionen wie Mississippi Burning – Die Wurzel des Hasses (1988), Tom & Viv (1994), eXistenZ (1999) oder zuletzt in dessen oscarnominierter Rolle als Max Schreck in Shadow of the Vampire (2000) ins Deutsche.
Daneben synchronisierte er auch vereinzelt Oscarpreisträger Jeremy Irons u. a. in M. Butterfly (1993), Denzel Washington in Spike Lees Malcolm X (1992), Stellan Skarsgård in Gus van Sants Drama Good Will Hunting (1997), James Woods in Oliver Stones Footballdrama An jedem verdammten Sonntag (1999) oder auch Liam Neeson zu Beginn von dessen Hollywoodkarriere wie in Mission (1986) oder Das Todesspiel (1988).
1982 synchronisierte Kronberg erstmals den US-amerikanischen Schauspieler Eddie Murphy in der Actionkomödie Nur 48 Stunden. Der Synchronregisseur Jürgen Clausen besetzte ihn, nachdem Kronberg im Münchner Künstlerlokal Simpl sein Talent im Schnellsprechen unter Beweis gestellt hatte. Aufgrund seiner Fähigkeit, seine sonst tiefer und reifer klingende Stimme zu überdrehen und sich Murphys schnellem Redefluss anzupassen, blieb Kronberg bis zu seinem Tod im Jahr 2007 dessen deutscher Stammsprecher und prägte so im deutschsprachigen Raum das Image des Komikers. Er synchronisierte Murphy über einen Zeitraum von 25 Jahren in mehr als 30 Kino-Produktionen, zuletzt in der Slapstick-Komödie Norbit.
Auf einer Star-Trek-Convention im Jahre 2003 gab Kronberg in einem Audio-Interview auf die Frage nach seinen Synchronarbeiten zu, dass es ihm bereits seit einiger Zeit keinen wirklichen Spaß mehr machen würde, Eddie Murphy die Stimme zu leihen. Er begründete es damit, dass er sich mit Murphys neueren Filmen nicht mehr wirklich identifizieren könne und beklagte: „Es wird von Jahr zu Jahr mehr […] und wenn ich ganz ehrlich bin, ich finde seine Filme auch meistens nicht mehr sehr gut. Die ersten, Glücksritter und 48 Stunden, das waren noch schöne Filme, der erste Beverly Hills Cop auch noch aber, was danach kam und das was ich jetzt gemacht habe – er brüllt nur rum.“ Zusätzlich käme hinzu, dass es durch sein fortschreitendes Alter zunehmend anstrengender und mühsamer sei, seine Stimme für die Synchronisation Murphys zu verstellen, um die entsprechende Charge zu generieren.
Kronberg starb vor Beginn der Sprachaufnahmen zu Shrek der Dritte, in denen er wie in den vorangegangenen Filmen Shrek – Der tollkühne Held (2001) und Shrek 2 – Der tollkühne Held kehrt zurück (2004) für die Synchronisation des Esels vorgesehen war. Seine Nachfolge übernahm Dennis Schmidt-Foß.

#### Serien
Kronbergs Stimme war in der deutschen Serienlandschaft der 1970er, 1980er und 1990er Jahre durch zahlreiche Hauptrollen präsent.
Als Nachfolger von Horst Stark lieh er unter anderem Pernell Roberts als Adam Cartwright in der ZDF-Synchronfassung der Westernfernsehserie Bonanza seine Stimme. Zuschauer assoziierten ihn zudem mit Michael Landon als Charles Ingalls in der ARD-Synchronfassung von Unsere kleine Farm (1976–1985) und als Jonathan Smith in der ZDF-Synchronfassung von Ein Engel auf Erden (1984–1989).
Mit Robert Foxworth als Chase Gioberti in Falcon Crest (1983–1989) und Kevin Dobson als Mack MacKenzie in Unter der Sonne Kaliforniens (1988–1995) verbuchte er mehrjährige Engagements in US-amerikanischen Seifenopern.
Große Bekanntheit im Science-Fiction-Genre erlangte Kronberg vor allem als dritte deutsche Stimme von DeForest Kelley in der Sat1-Synchronfassung von Raumschiff Enterprise (1965–1969; Sat1: 1985) in welcher er der Rolle Dr. „Pille“ McCoy die Stimme lieh. Er ersetzte in dieser Rolle seinen Kollegen Manfred Schott, welcher im April 1982 bei einem unverschuldeten Autounfall tödlich verunglückte. Die Rolle des McCoy übernahm er auch in den zugehörigen Kinofilmen Star Trek IV: Zurück in die Gegenwart (1986), Star Trek V: Am Rande des Universums (1989) und Star Trek VI: Das unentdeckte Land (1991). Überdies synchronisierte er Cleavant Derricks als Rembrandt Brown in Sliders (1997) bekannt.
In der 275-teiligen Sitcom Cheers, die von 1995 bis 1996 in einer neuen Sprachfassung bei RTL ausgestrahlt wurde, synchronisierte er Kelsey Grammer als Psychiater Dr. Frasier Crane.
Zu seinen bekanntesten Zeichentrickcharakteren zählten Mr. Mackey in South Park oder auch Bürgermeister Quimby und folgenweise auch Tingeltangel Bob sowie weitere folgendominierende Charaktere in Die Simpsons. Außerdem war Kronberg auch in mehreren Nebenrollen in diversen Fernsehserien wie u. a. Für alle Fälle Amy (1999–2005), Sabrina – Total Verhext! (1996–2003) oder 4400 – Die Rückkehrer (2004–2007) zu hören.

### Hörspiele
Bereits in den 1960er-Jahren wirkte Kronberg in Hörspielen öffentlicher Rundfunkanstalten mit, darunter in Schnee aus Hongkong von Louis C. Thomas unter der Regie von Rolf von Goth (SFB, 1969), Bei Ribbeck im Havellande von Günter Bruno Fuchs unter der Regie von Hans Lietzau (SDR/WDR/RIAS/DW, 1971) und Ein Spaß für Engel von Ken Whitmore unter der Regie von Gert Westphal (BR, 1982). Zudem übernahm er Gastrollen in Hörspielproduktionen wie Das Bernsteinzimmer (2005) und Die Gutachterin (2005) von Heinz G. Konsalik, in der Episode Der Kopf des Caesar aus der im maritim-Verlag erschienenen Serie Pater Brown sowie in der Trilogie The Undead Live der Russel & Brandon Company.

### Tod
Kronberg starb am 2. März 2007 nach längerer, schwerer Krankheit im Alter von 64 Jahren in München, wo er auch zuletzt wohnte. Er wurde am 7. März 2007 in Neubiberg beigesetzt.

## Filmografie
- 1969: Hunderttausend Taler
- 1969: ...tot in Kanapu
- 1970: Schlagzeilen über einen Mord
- 1971: Leiche gesucht
- 1971: Ein Sonntag am See
- 1971: Hei-Wi-Tip-Top (12-teilige Miniserie)
- 1971: Die Versöhnung
- 1973: Das sündige Bett
- 1974: Unter Ausschluß der Öffentlichkeit
- 1975: Anna und Edith
- 1975: Inside Out – Ein genialer Bluff
- 1976–1980: Direktion City (Fernsehserie, 14 Folgen)
- 1976: Der aufrechte Gang
- 1976: Ein Fall für Stein – Denkzettel per Telefon
- 1978: Der Pfingstausflug
- 1981: Stern ohne Himmel
- 1981: Im Morgenwind (TV-Film)
- 1982: Unheimliche Geschichten (Fernsehserie, 1 Folge)
- 1984–1990: SOKO München (Fernsehserie, 2 Folgen)
- 1984: Auf einem langen Weg (TV-Film)
- 1994: Diese Drombuschs (Fernsehserie, 1 Folge)
- 1995: Ärztin in Angst
- 1995: Lutz & Hardy (Fernsehserie, 1 Folge)
- 1997: Der Alte (Fernsehserie, 2 Folgen)
- 1997: Scarmour (Kurzfilm)
- 1997–1998: Derrick (Fernsehserie, 2 Folgen)
- 1998: Siska – (Folge 1: Der neue Mann)

## Quelle
- Thomas Bräutigam: Stars und ihre deutschen Stimmen. Lexikon der Synchronsprecher. Schüren Verlag, Berlin 2008, ISBN 3-89472-627-X.